# Skærup
Skærup is een plaats in de Deense regio Zuid-Denemarken, gemeente Vejle. De plaats telt 514 inwoners (2008).